# Winnie (película de 1988)
Winnie es un telefilme biográfico estadounidense de drama de 1988, dirigido por John Korty, escrito por Joyce Eliason, está basado en una historia real y adaptado del libro Winnie: My Life in the Institution de Jamie Pastor Bolnick, musicalizado por Bennett Salvay y W.G. Snuffy Walden, en la fotografía estuvo Paul Goldsmith, los protagonistas son Rutanya Alda, Barbara Barrie y Meredith Baxter, entre otros. Este largometraje fue realizado por All Girl Productions y NBC Productions; se estrenó el 10 de octubre de 1988.

## Sinopsis
Winnie es una nena con discapacidad intelectual, su madre la internó en un instituto hace bastante tiempo. Winnie pelea por ser autosuficiente y por sentirse “normal”.